# Uni Arge
Uni Jógvansson Arge (Tórshavn, 21 gennaio 1971) è un ex calciatore faroese, di ruolo attaccante.

## Palmarès

### Individuale
- Capocannoniere del 1. deild: 2

1993 (11 gol), 1997 (24 gol)